# Liste der portugiesischen Botschafter in Barbados
Die Liste der portugiesischen Botschafter in Barbados listet die Botschafter der Republik Portugal in Barbados auf. Die beiden Staaten unterhalten direkte diplomatische Beziehungen. Am 31. Januar 1990 akkreditierte sich der erste portugiesische Botschafter in Barbados, Portugals Vertreter mit Amtssitz in der venezolanischen Hauptstadt Caracas. Barbados gehört seither zum Amtsbezirk der portugiesischen Botschaft in Venezuela, dessen Missionschef dazu in Barbados doppelakkreditiert wird.
In Bridgetown, der Hauptstadt von Barbados, unterhält Portugal ein Konsulat, im Cherry Tree House in der Chelsea Road.

## Missionschefs
| Name                                             | Bild     | Akkreditierungsdatum | Anmerkungen                              |
| Barbados                                         | Barbados | Barbados             | Barbados                                 |
| ------------------------------------------------ | -------- | -------------------- | ---------------------------------------- |
| Duarte Vaz Pinto Fonseca de Sá Pereira de Castro |          | 31. Januar 1990      | erster Botschafter Portugals in Barbados |
| Júlio Francisco de Sales Mascarenhas             |          | 30. Januar 1995      |                                          |
| Fernando Manuel Oliveira de Castro Brandão       |          | 5. September 2000    |                                          |
| Mário Alberto Lino da Silva                      |          | 21. Juni 2011        |                                          |
| Fernando Manuel de Jesus Teles Fazendeiro        |          |                      | ab 2014 Leiter der Botschaft             |
| Carlos Nuno Almeida de Sousa Amaro               |          |                      |                                          |